# هنري وايز وود
هنري وايز وود (بالإنجليزية: Henry Wise Wood)‏ هو سياسي أمريكي، ولد في 31 مايو 1860 في الولايات المتحدة، وتوفي في 10 يونيو 1941 في كندا. حزبياً، نشط في إتحاد مزارعي ألبرتا ‏.